# Jubécourt
Jubécourt is een Franse plaats en voormalige gemeente in het departement Meuse in de regio Grand Est.
Op 1 juli 1973 werd de gemeente opgeheven en opgenomen in Clermont-en-Argonne.

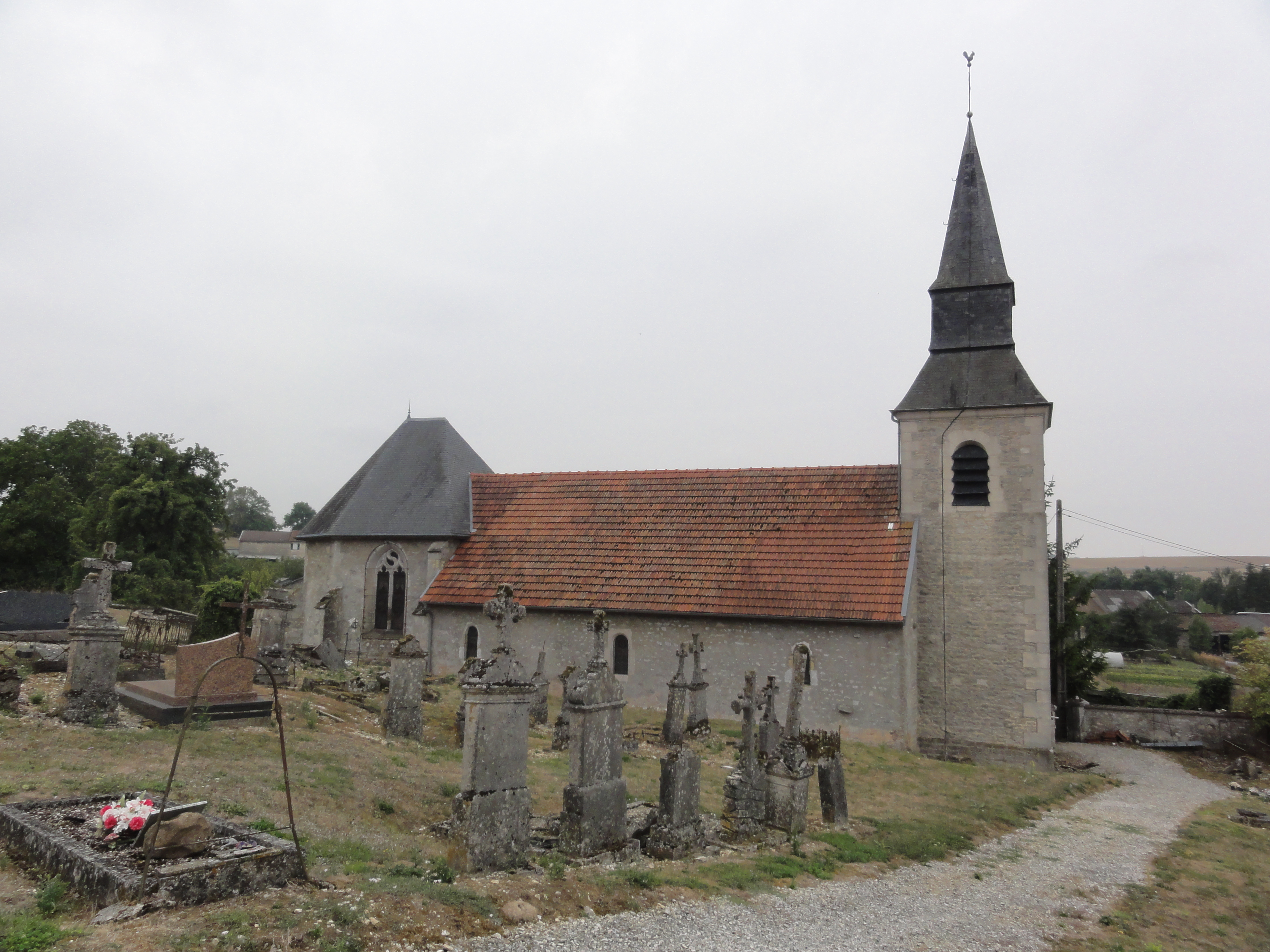
De Saint-Michelkerk van Jubécourt

Auzéville-en-Argonne · Clermont-en-Argonne · Jubécourt · Parois